# Juicio de faldas
Juicio de faldas es una película española, estrenada el 1 de diciembre de 1969, protagonizada por Manolo Escobar y Concha Velasco. En ella también participan José Sazatornil, Antonio Ozores y Gracita Morales.

## Argumento
Manolo es un camionero acusado por una joven de un pueblo vecino de haberla violado y dejado embarazada. Se encargará de su defensa una guapa abogada, Marta, en la que desconfía en un principio porque es mujer, pero que pronto le demuestra sus grandes dotes profesionales.
Marta comienza a indagar entre los testigos y otras personas del pueblo, se entrevista con la acusadora y su abogado, y por fin se convence de que su patrocinado es inocente, como él mantiene desde un principio. 
El problema es que todas las pruebas circunstanciales apuntan a Manolo, y no tienen más remedio que encontrar al verdadero culpable, pues en caso contrario solo tienen dos opciones: la cárcel o la boda con la acusada, a lo que su cliente se opone tajantemente.
Después de un juicio lleno de curiosidades (Manolo declara cantando, el acusador privado y su mujer son llamados a testificar, la abogada defensora besa a un testigo...), el culpable de la violación es descubierto, y Manolo puede disfrutar de su libertad... junto a su querida abogada.